# 精準射擊 (遊戲)

《精准射击》。是一款由韩国Wiple Games公司製作與發行的FPS线上第一人称射击游戏。游戏背景为2025年，正规军（PMC)与民间军事企业（EDEN)爆发冲突，两大势力在全世界战场展开战争。玩家可通过使用尖端的武器系统与操控无人驾驶飞机武装攻击敌对势力。

## 玩法
本作是一款免费 第一人称射击游戏。

### 地图
目前该游戏有19张地图，由玩家在游戏准备开始前投票选择（除前外场模式由市中心独占）。分别是车站,炼铁厂,岛,海滨,机场,"发现",春山,水库,超市,市中心,天文台,锈,前哨,生物实验室,提坦,云九,楼塔,广播,和游览船。

### 模式
- 战队歼灭赛：玩家需击杀敌对玩家，死亡后在队友附近复活，率先达到100分的队伍获胜。
- 机器人：有人类方与机器人方两队，机器人方须把人类方全数歼灭，游戏开始无武器或装备，需从地上拾起，人类每7秒可以从地图中看到机器人的位置。
- 夺旗赛：双方各有一个战旗，玩家要去夺取敌队旗帜，共有两回合，每回合最先收集到5个战旗队伍获胜。
- 地区占领赛：
- 搜索爆破赛
- 组队混战：
- 前外场：攻防战，攻击方需占领A点B点两点，B点只会在完全占领A点开放，防守方则需抵御攻击方的进攻
- 枪战：

## 外部連結
- 官方网站